# Joost Rekveld
Joost Rekveld (Terneuzen, 1970) es un cineasta experimental, artista visual y escenógrafo holandés.

## Biografía
Estudió Imagen y Sonido en el Conservatorio Real de La Haya, donde también realizó cursos de informática musical, música electrónica, cine experimental, historia del arte y multimedia. Además de hacer cine y realizar instalaciones, Rekveld ha trabajado como conservador y como profesor de cine experimental. También ha sido jefe de la ArtScience Interfaculty en el Conservatorio Real de La Haya y en la Real Academia de Bellas Artes (2008-2014) y programador de eventos en el Impakt Festival, el Sonic Acts y el Eye Filmmuseum en los Países Bajos y el Center For Visual Music de Los Ángeles, Estados Unidos.
Su filmografía se traduce en decenas de cortos desde 1991 donde desarrolla sus propias herramientas ópticas y mecánicas, e incluso el software para hacer sus animaciones. Rekveld comenzó a realizar películas abstractas basadas en la idea de hacer música visual para los ojos, explorando también los aspectos espaciales de la luz. Por lo tanto, su trabajo está estrechamente vinculado a la historia de la óptica y la perspectiva y en él destacan imágenes especulares, formas geométricas y difracciones de luz. Sus obras han sido proyectadas en el Festival Internacional de Cine de Rotterdam, en el Festival de Cine de Sundance, la Tate Modern de Londres o el Centro Pompidou de París, entre otros.